# 三重県中部地震
三重県中部地震（みえけんちゅうぶじしん）とは、2007年4月15日12時19分に三重県中部を震源として発生した地震。
三重県の北中部を中心に多数の被害が発生した。
また、この地震はマスコミによって「三重県中部地震」、または「三重地震」と表現されている。
なお、この名称は気象庁が名付けたものではない。
発生当時東海テレビ放送が生放送中（「スタイルプラス」）であったが、特に報道特別番組等に切り替わることはなく商業地の生レポートが続けられた。スタジオに映像が戻った際に軽く触れられた程度であった。なお当時は放送局全体で緊急地震速報の導入前である。

## 前震・余震について
前震 （2回）
- 本震の2分前・12時17分32.6秒に、三重県中部で震度2を観測する前震(M3.2) が発生。
  - この前震は、速報で「三重県中部で震度5弱」と表示された。
- その2分後・12時19分25.3秒にはM0.1の前震も発生。

本震
- 12時19分25.3秒の前震のわずか4.2秒後に、M5.4の本震が発生した。

余震 （3回・4月17日まで）
- 本震の8分後、12時27分9.7秒にM2.4の余震。震度5強を観測した亀山市西丸町で最大震度1。
- 本震当日の18時34分45.5秒にM4.6の余震。三重県津市、亀山市、多気町で震度4。
  - この地震が今のところ最大余震である。
- 4月17日7時50分0.1秒にM2.7の余震。三重県津市、亀山市で震度1。

## 被害状況
- 負傷者
  - 震度5強を観測した亀山市の名阪国道沿いのドライブインで天井板の一部が落下して2人が打撲。
  - 震度5弱を観測した 鈴鹿市でフットサル中の男性が転倒、靱帯を断裂して重傷。
  - 震度3を観測した名古屋市港区に住む女性が机の下に隠れる際に転倒して左足を負傷。
  - 重軽傷者は全部で12人。
- 物的被害
  - 三重県内各地で家屋の屋根が陥没したり、壁やガラスが破損したりする建物被害が相次いだ。地震当日の23時現在では建物被害は70件にのぼる。
  - 亀山市にあるシャープ亀山工場は一切被害がなかった。しかし、市内の各地では亀山城跡で石垣の一部が崩落し、鈴鹿川の堤防で10箇所の亀裂（最大の亀裂は長さ80メートル・幅4センチ）が発生するなど、被害が多かった。
  - 鈴鹿市では、断水や濁水が発生。約5万戸に影響が出た。また、地震から2時間程計4,300戸が停電した。
  - 津市でも水道管の破損があった。
  - 地震発生直後に全国から安否確認の電話等が殺到し、三重県の一部で一般電話や携帯電話、インターネットが繋がりにくい状態がしばらくの間続いた。通信手段の麻痺によって情報や被害が分からない人々は、NHKに頼るしかなかったのだが、NHKは地震発生時に放送していたのど自慢をそのまま続行、テロップで震度情報を流すのみだった。その後、番組が終了した13時から地震関連のニュースを放送したのだが、放送時間は僅か10分間だった。
  - 山陽新幹線は新大阪‐西明石間で、地震発生直後に停電。約15分後に復旧したが、上下線で4本の電車が最大18分遅れ、およそ1,500人に影響が出た。東海地方や近畿地方のJRや各私鉄を含めると、かなりの本数の順延や運休が発生し、影響した人数はおよそ30万人に及ぶ。

## 震源・震度情報
- 発生日時：2007年4月15日 12時19分29.5秒
- 震源地：三重県中部（津市芸濃町）
- 深さ：16km
- 規模：マグニチュード 5.4

| 震度 | 都道府県 | 市区町村 |
| ---- | -------- | --- |
| 5強  | 三重県   | 亀山市 |
| 5弱  | 三重県   | 津市 鈴鹿市 伊賀市 |
| 4    | 三重県   | 四日市市 桑名市 東員町 菰野町 朝日町 川越町 いなべ市 松阪市 |
| 4    | 滋賀県   | 甲賀市 |
| 4    | 奈良県   | 高取町 |
| 3    | 石川県   | 加賀市 |
| 3    | 福井県   | 福井市 坂井市 高浜町 |
| 3    | 長野県   | 茅野市 |
| 3    | 岐阜県   | 大垣市 羽島市 岐南町 養老町 輪之内町 安八町 瑞穂市 山県市 郡上市 海津市 |
| 3    | 愛知県   | 名古屋市北区 名古屋市西区 名古屋市中村区 名古屋市瑞穂区 名古屋市熱田区 名古屋市中川区 名古屋市港区 名古屋市南区 田原市 半田市 津島市 碧南市 安城市 西尾市 常滑市 稲沢市 知多市 高浜市 岩倉市 長久手町 春日町 甚目寺町 大治町 蟹江町 飛島村 阿久比町 美浜町 武豊町 三好町 愛西市 清須市 弥富市 |
| 3    | 三重県   | 木曽岬町 名張市 多気町 明和町 紀北町 玉城町 |
| 3    | 滋賀県   | 彦根市 大津市 近江八幡市 草津市 栗東市 日野町 竜王町 湖南市 東近江市 |
| 3    | 京都府   | 京都市中京区 京都市右京区 京都市山科区 舞鶴市 京丹後市 宇治市 城陽市 八幡市 久御山町 京田辺市 井手町 宇治田原町 和束町 精華町 南山城村 木津川市 |
| 3    | 大阪府   | 堺市堺区 高槻市 寝屋川市 大東市 四條畷市 島本町 富田林市 |
| 3    | 奈良県   | 奈良市 大和郡山市 橿原市 桜井市 五條市 御所市 三郷町 川西町 田原本町 御杖村 広陵町 川上村 宇陀市 |
| 3    | 和歌山県 | 古座川町 |

- なお、能登半島地震の被災地でも震度2を観測している。
- 西は鳥取県境港市、東は神奈川県寒川町、北は石川県羽咋市、南は和歌山県串本町でそれぞれ震度1を観測した。

## 対策本部長不在問題
三重県伊賀市の今岡睦之市長が、災害対策本部が設置されたのにもかかわらず市役所に登庁しなかった。市長は地震発生当時名張市で行われていたゴルフ大会（伊賀市と名張市との親睦を深めるものであったという）に出場していた。プレー中に地震が発生しその後災害対策本部の設置連絡を受けたが、被害が少ないことを理由に最後までプレーした。その後の懇親会にも出席し、市役所に登庁することなく帰宅した。
この問題の発生直後の4月18日に、同市議会の議員全員懇談会の冒頭で「大変軽率な行為で、深く反省し心からおわびしたい」と陳謝しながらも「なぜ、災害対策本部へ戻らなかったのか?」の問いに今岡市長はゴルフを「マナーを重視する競技であり、途中で中止する場合は断りが必要」と答え、 この答えに議員からは「マナーの問題ではない」「携帯電話で連絡を取りながらゴルフをしているような状況ではない」など、市長の危機管理意識の欠如を指摘する声が相次いだ。市政指導者として市民の生命・財産を守ることよりも、ゴルフのマナーを優先させたとも取れるこの発言を受け、その後伊賀市役所には多くの苦情の電話が殺到した。